# 耶律杨六
耶律杨六，辽朝中期契丹族大臣。
耶律杨六在辽圣宗时官至太傅。在澶渊之盟之后一年，统和二十三年（1005年）他奉诏书出使北宋，庆贺宋真宗的生辰。以表示契丹和宋朝两国的友好。